# Andrea Iannone

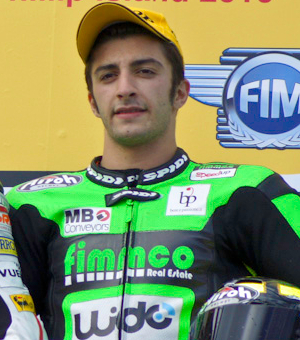
Andrea Iannone, 2010.

Andrea Iannone, född 9 augusti 1989 i Vasto, Italien, är en italiensk roadracingförare. Han tävlade  från 2005 till 2019 i världsmästerskapen i Grand Prix Roadracing i klasserna 125GP, Moto2 och MotoGP. I MotoGP där Iannone tävlade från 2013 till 2019 ha han varit fabriksförare för Ducati, Suzuki och säsongen 2019 för Aprilia Racing Team Gresini. Största framgången var segern i Österrikes Grand Prix 2016.

## Biografi
Från säsongen 2005 tävlade Iannone i 125GP-VM på en Aprilia. Iannone tog sin första seger i ett VM-lopp vid Kinas MotoGP-lopp den 4 maj 2008. Han tävlade i Moto2-klassen 2010-2012 och blev trea i VM alla tre åren.
Roadracing-VM 2013 steg Iannone upp i MotoGP i Ducatis satellitteam Pramac Racing. Säsongen 2014 gick bra och Iannone fick kontrakt med Ducati Corse till 2015. Det gick bra för Iannone. Han tog en tre pallplatser och blev femma i världsmästerskapen. Dessutom slog han klart sin stallkamrat Andrea Dovizioso. Iannone fortsatte hos Ducati Corse 2016. Han tog sin första MotoGP-seger 14 augusti 2016 i Österrikes Grand Prix på Red Bull Ring. Det var Ducatis första seger sedan Casey Stoner vann Australiens GP 2010. Slutet av 2016 blev inte så bra för Iannone. Han skadade en ryggkota vid San Marinos Grand Prix och missade flera tävlingar och kom på nionde plats i VM. Han avslutade dock säsongen och sin Ducati-karriär med en tredjeplats vid Valencias Grand Prix. Roadracing-VM 2017 körde Iannone för Suzuki MotoGP. Det blev hans dittills sämsta säsong i MotoGP med en trettonde plats i VM . Iannone fortsatte hos Suzukis fabriksteam 2018. Trots en förbättring av resultaten med en andraplats och tre tredjeplatser och en total tiondeplats i VM var ändå placeringen sämre än stallkamraten Álex Rins och Iannone fick inte kontraktet förlängt med Suzuki.
Till 2019 fick Iannone istället kontrakt att köra för Aprilia Racing Team Gresini. Han kom på 16:e plats i VM, slagen av sin stallkamrat Aleix Espargaró. I december 2019 stängdes Iannone av tills vidare från allt tävlande efter att ha testats positivt för doping. Man hade efter VM-deltävlingen på Sepang i Malaysia funnit spår av Nandrolon som är en anabol steroid.

### VM-säsonger
| Säsong | Klass  | Plac. | Poäng | 1/2/3- plac. | Starter | Motorcykel | Team                        | Startnr |
| ------ | ------ | ----- | ----- | ------------ | ------- | ---------- | --------------------------- | ------- |
| 2005   | 125GP  | 20    | 20    | - / - / -    | 16      | Aprilia    | Abruzzo Racing Team         | 29      |
| 2006   | 125GP  | 22    | 15    | - / - / -    | 11      | Aprilia    | Campetella Racing Junior    | 29      |
| 2007   | 125GP  | 20    | 26    | - / - / -    | 17      | Aprilia    | WTR Team                    | 29      |
| 2008   | 125GP  | 10    | 106   | 1 / - / -    | 17      | Aprilia    | I.C. Team                   | 29      |
| 2009   | 125GP  | 7     | 125   | 3 / - / 1    | 16      | Aprilia    | Ongetta Team I.S.P.A.       | 29      |
| 2010   | Moto2  | 3     | 199   | 3 / 2 / 3    | 17      | Speed Up   | Fimmco Speed Up             | 29      |
| 2011   | Moto2  | 3     | 177   | 3 / 2 / 1    | 17      | Suter      | Speed Master                | 29      |
| 2012   | Moto2  | 3     | 193   | 2 / 2 / 1    | 17      | Speed Up   | Speed Master                | 29      |
| 2013   | MotoGP | 12    | 57    | - / - / -    | 16      | Ducati     | Energy T.I. Pramac Racing   | 29      |
| 2014   | MotoGP | 10    | 110   | - / - / -    | 17      | Ducati     | Pramac Racing               | 29      |
| 2015   | MotoGP | 5     | 188   | - / 1 / 2    | 18      | Ducati     | Ducati Team                 | 29      |
| 2016   | MotoGP | 9     | 112   | 1 / - / 3    | 14      | Ducati     | Ducati Team                 | 29      |
| 2017   | MotoGP | 13    | 70    | - / - / -    | 18      | Suzuki     | Team Suzuki Ecstar          | 29      |
| 2018   | MotoGP | 10    | 133   | - / 1 / 3    | 18      | Suzuki     | Team Suzuki Ecstar          | 29      |
| 2019   | MotoGP | 16    | 43    | - / - / -    | 17      | Aprilia    | Aprilia Racing Team Gresini | 29      |

## Framskjutna placeringar
Uppdaterad till 2018-10-29.
| Nr | Grand Prix | År   |
| -- | ---------- | ---- |
| 1  | Österrike  | 2016 |

| Nr | Grand Prix | År   |
| -- | ---------- | ---- |
| 1  | Italien    | 2015 |
| 2  | Australien | 2018 |

| Nr | Grand Prix | År   |
| -- | ---------- | ---- |
| 1  | Qatar      | 2015 |
| 2  | Australien | 2015 |
| 3  | Amerika    | 2016 |
| 4  | Italien    | 2016 |
| 5  | Valencia   | 2016 |
| 6  | Amerika    | 2018 |
| 7  | Spanien    | 2018 |
| 8  | Aragonien  | 2018 |

| Nr | Grand Prix | År   |
| -- | ---------- | ---- |
| 1  | Italien    | 2010 |
| 2  | TT Assen   | 2010 |
| 3  | Aragonien  | 2010 |
| 4  | Spanien    | 2011 |
| 5  | Tjeckien   | 2011 |
| 6  | Japan      | 2011 |
| 7  | Katalonien | 2012 |
| 8  | Italien    | 2012 |

| Nr | Grand Prix | År   |
| -- | ---------- | ---- |
| 1  | Kina       | 2008 |
| 2  | Qatar      | 2009 |
| 3  | Japan      | 2009 |
| 4  | Katalonien | 2009 |